# 奇妙逃亡
《奇妙逃亡》是Beethoven & Dinosaur开发、Annapurna Interactive发行的平台游戏，对应Microsoft Windows、Xbox One和Xbox Series X/S平台。游戏2021年首发，次年登陆PlayStation 4、PlayStation 5和任天堂Switch平台。
据评论汇总网站Metacritic统计，游戏获得“总体好评”。